# 英格蘭入侵蘇格蘭 (1650年)
1650年，英吉利共和国的新模范军先发制人，对苏格兰发动入侵，意在先行遏制查理二世，以防他带领苏格兰军队反攻英格兰。此前的1642至1648年间，忠于查理一世的英格兰骑士党在两场内战（第一次和第二次英格兰内战）中与支持议会的圓顱黨交战，第二次内战后，骑士党再次战败，英格兰残缺议会因查理一世在和谈期间的表里不一而甚是恼怒，最终在1649年1月30日将他处决。当时的苏格兰王国还是个独立国家，查理一世也是这个国家的国王。在第一次英格兰内战中，苏格兰人曾站在圆颅党一边，在第二次英格兰内战中，苏格兰却派遣了一支部队进入英格兰，驰援国王。英格兰残缺议会在最终决定处决查理一世之前没有征求蘇格蘭議會的意见，后者在查理一世死后宣布，其子查理二世成为不列顛君主。
1650年，苏格兰正在迅速组建军队，英吉利共和国政府感到危机来临，7月22日，奥利弗·克伦威尔指挥的新模范军先发制人，進攻苏格兰。由大卫·莱斯利指挥的苏格兰军后撤至爱丁堡，拒绝出战。克伦威尔在调动部队一个月后，出其不意地发动夜袭，英军冲出邓巴镇，给予苏格兰军以沉重打击，这时是9月3日，这场交锋史称为邓巴战役。苏格兰军残余力量放弃了爱丁堡，撤到史特靈这处战略咽喉點（bottleneck，或称choke point）。英军此时已控制住了苏格兰南部，但无法攻破斯特灵，从而继续北进。1651年7月17日，英军乘着特别建造的船只渡过福斯湾，7月20日，他们在因弗基辛战役中再次击败苏格兰军。之后，斯特灵的苏格兰军已完全孤立无援，补给线也被切断。
当时的查理二世已感到全无获胜之可能，若投降不是办法，就只能孤注一掷。8月，查理二世率军進攻英格兰，克伦威尔率军追赶，在英格兰，根本没几个人愿意支持查理二世，愿意抗击查理二世入侵的英格兰人却组建起了一支大部队。克伦威尔在1651年9月3日将处于极大人数劣势的苏格兰军引入伍斯特，伍斯特战役过后，苏格兰军彻底战败，三國之戰终于结束。在少数逃出的苏格兰軍隊里就有查理二世。新英格兰政府看到英格兰人愿意为捍卫共和国而战后，信心倍增。战败的苏格兰政府被解散，苏格兰王国被并入英吉利共和国。一连串内斗过后，克伦威尔成为护国公，执掌大权。克伦威尔死后，英吉利共和国内部再次发生斗争，1661年4月23日，查理二世被加冕为英格兰国王，而这时，距离苏格兰人加冕他为国王已过去了12年。查理二世终于完成了斯图亚特王朝复辟。